# Debora Vaarandi
Debora Vaarandi (ur. 1 października 1916 w Võru, zm.  28 kwietnia 2007 w Tallinnie) – estońska poetka i tłumaczka. 

## Życiorys

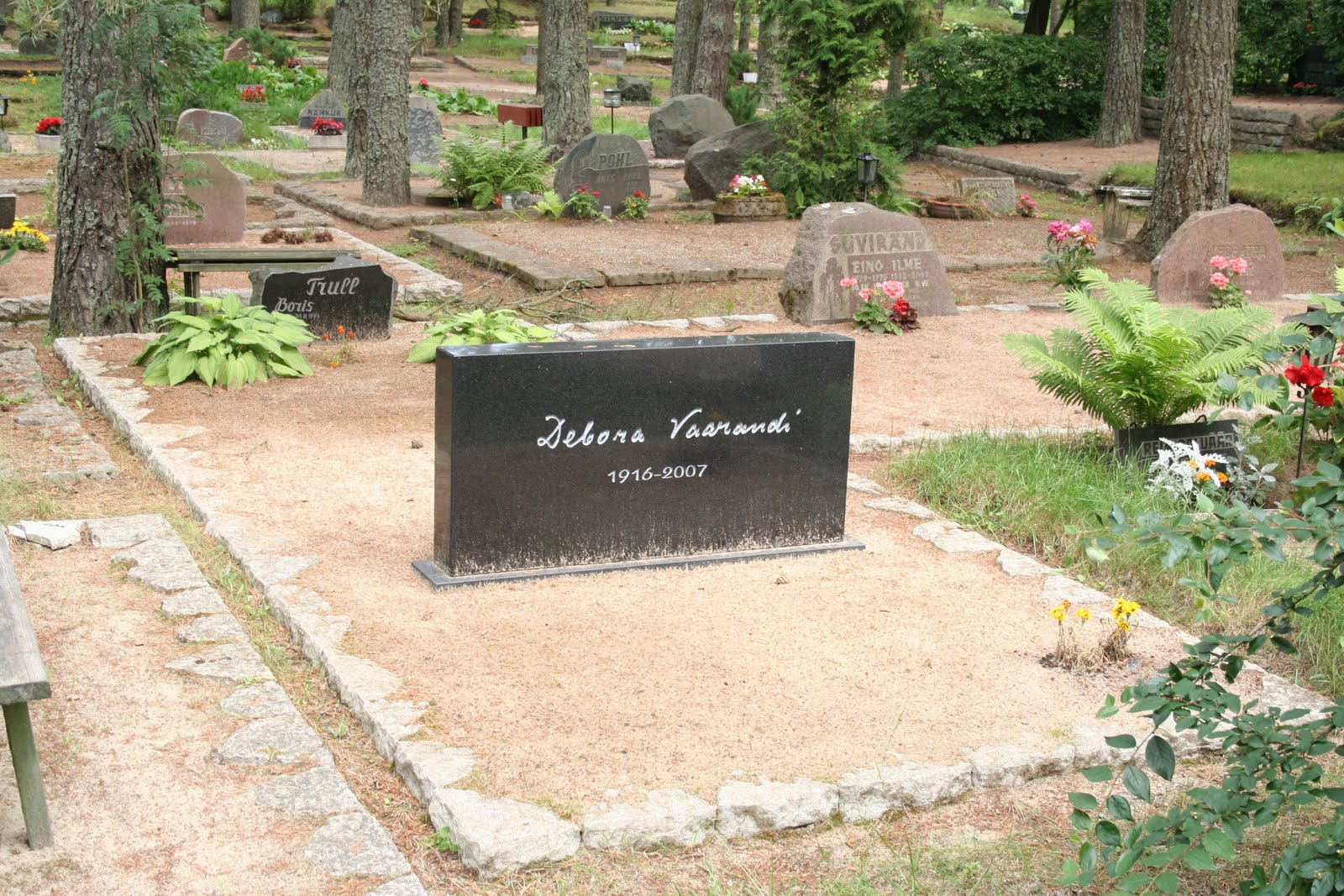
Grób Debory Vaarandi na cmentarzu Pärnamäe w Tallinnie

Urodziła się w Võru jako Debora Trull, jej ojciec pracował tam jako urzędnik pocztowy, ale do szkoły chodziła na wyspie Sarema, gdzie jej rodzina miała małe gospodarstwo.  W 1936 roku rozpoczęła naukę na Uniwersytecie w Tartu, gdzie studiowała literaturę i języki. W czasie studiów zaczęła współpracować z lewicową prasą (Rahva Hääl, później Sirp ja Vasar). W 1940 roku, po zajęciu Estonii przez Związek Radziecki, wstąpiła do Komunistycznej Partii Estonii. 
W czasie niemieckiej okupacji Estonii wyjechała do Moskwy, potem do Leningradu, aby powrócić do kraju w 1944 roku. W 1946 roku opublikowany został pierwszy zbiór jej wierszy Poleva laotuse all utrzymany w stylu socrealistycznym. Tematyka wierszy dotyczyła powojennej odbudowy, melioracji gruntów i kolektywizacji rolnictwa. W późniejszej twórczości odchodziła od tematyki politycznej, a skupiała się na pięknie natury i radości życia. W 1946 roku napisała tekst piosenki „Saaremaa valss” („Walc z Saaremaa”), do muzyki Raimonda Valgre, która stała się jednym z większych szlagierów ówczesnej Estonii. 
Miała znaczny dorobek translatorski, tłumaczyła na język estoński poezję rosyjską i fińską (m.in. Anny Achmatowej, Georga Trakla, Edith Södergran)
Trzykrotnie wychodziła za mąż. Jej pierwszym mężem (w latach 1937-1941) był Aadu Hint, pisarz i dziannikarz. Nazwisko przyjęła po drugim mężu Antonie Vaarandi, z którym rozwiodła się w 1945 roku. W 1952 roku poślubiła Juhana Smuula, także pisarza i dziennikarza. 
Pochowana na Cmentarzu Pärnamäe w Tallinnie.

## Odznaczenia i nagrody
- Zasłużony pisarz ESRR (1957)
- Popularny pisarz ESRR (1971)
- Order Białej Róży Finlandii

## Wybrana twórczość
- Poleva laotuse all (1946)
- Kohav rand (1948)
- Selgel hommikul (1950)
- Unistaja aknal (1959)
- Rannalageda leib (1965)
- Tuule valgel (1977)
- See kauge hääl (2000)

## Źródła
- Bird Droppings from Estonia: Debora Vaarandi (1916-2007) Estonian World Rewiew, 20 marca 2008.
- Debora Vaarandi mälestusväärsed aastad, Eesti Päevaleht Online, 5 sierpnia 2006